# Скапаротти, Кёртис
Кёртис Майкл «Майк» Скапаротти (англ. Curtis Michael «Mike» Scaparrotti; род. 5 марта 1956, Логан, Огайо, США) — американский военный деятель, генерал Армии США, командующий Европейским командованием Вооружённых сил США и Верховный главнокомандующий Объединённых вооружённых сил НАТО в Европе (2016—2019).

## Биография

### Молодые годы и образование
Кёртис Майкл Скапаротти родился 5 марта 1956 года в Логане (штат Огайо) в семье Бетти Браун и Майкла Скапаротти. Под влиянием авторитета своего отца — сержант-майора в отставке, участника Второй мировой войны, члена Национальной гвардии Огайо — он узнал о том, что такое военная служба. Кёртис учился в небольшой средней школе города Логан на юго-востоке Огайо, которую окончил в 1974 году, несмотря на проблемы с математикой.

### Военная служба
В 1978 году Скапаротти окончил Военную академию США в Вест-Пойнте (штат Нью-Йорк) и поступил на службу в Армию США в звании второго лейтенанта. Учёба в Вест-Пойнте закалила его характер, научив добиваться поставленных целей, а также развила физически. Впоследствии он стал командиром противотанкового взвода, офицера оперативного отдела и командиром роты в 3-м батальоне 325-го пехотного полка 82-й воздушно-десантной дивизии в Форт-Брэгге (штат Северная Каролина).
В 1983 году в звании капитана Скапаротти впервые посетил Европу. В 1984 году он окончил продвинутый курс офицера пехоты в Форт-Беннинге (штат Джорджия), а затем окончил Университет Южной Каролины со степенью магистра в области административного управления в сфере образования. В 1985 году Скапаротти вернулся в Вест-Пойнт и был назначен на должности офицера тактического отдела и штабного адъютанта при суперинтенданте, которые занимал до 1988 года, когда продолжил получение образования в Командно-штабном колледже армии США в Форт-Ливенворте (штат Канзас). В июле 1989 года он стал офицером оперативного отдела 1-го батальона 87-го пехотного полка 10-й горной дивизии в Форт-Драме (штат Нью-Йорк), а затем перешёл на службу в штаб дивизии в качестве начальника оперативного отдела. С мая 1992 по май 1994 год Скапаротти работал в общем командовании персоналом при начальнике штаба Армии США в Вашингтоне (округ Колумбия). В 1994 году подполковник Скапаротти был введён в Зал славы средней школы города Логан.
С мая 1994 года по апрель 1996 года Скапаротти был командиром 3-го батальона 325-й воздушно-десантной боевой группы Южно-Европейской целевой группы в Виченце (Италия), после чего командовал батальоном во время операций «Поддержка надежды» в Заире/Руанде, «Совместные усилия» в Боснии и Герцеговине, «Гарантированный ответ» в Либерии. Участвуя в конфликтах в разных странах мира, он получил неоднозначный опыт. В частности Скапаротти был очевидцем последствий геноцида в Руанде, и как впоследствии вспоминал, его солдатам негде было разбить военный лагерь, потому что везде на земле они находили останки человеческих тел.
В мае 1996 года Скапаротти вернулся в Форт-Драм в качестве офицера оперативного отдела 10-й горной дивизии и прошёл курс в Военном колледже Армии США в Карлайл-Барракс (штат Пенсильвания). В 1998 году он занял должность начальника группы армейских инициатив при заместителе начальника штаба Управления по планам и операциям в Вашингтоне (округ Колумбия). В 1999 году Скапаротти вернулся в Форт-Брэгг и стал командиром 2-й бригады 82-й воздушно-десантной дивизии, а с июля 2001 по июль 2003 года был заместителем помощника директора по совместным операциям при Объединённом штабе в Вашингтоне (округ Колумбия). С июля 2003 года по июль 2004 года он был помощником дивизионного командира 1-й бронетанковой дивизии во время операции «Иракская свобода».

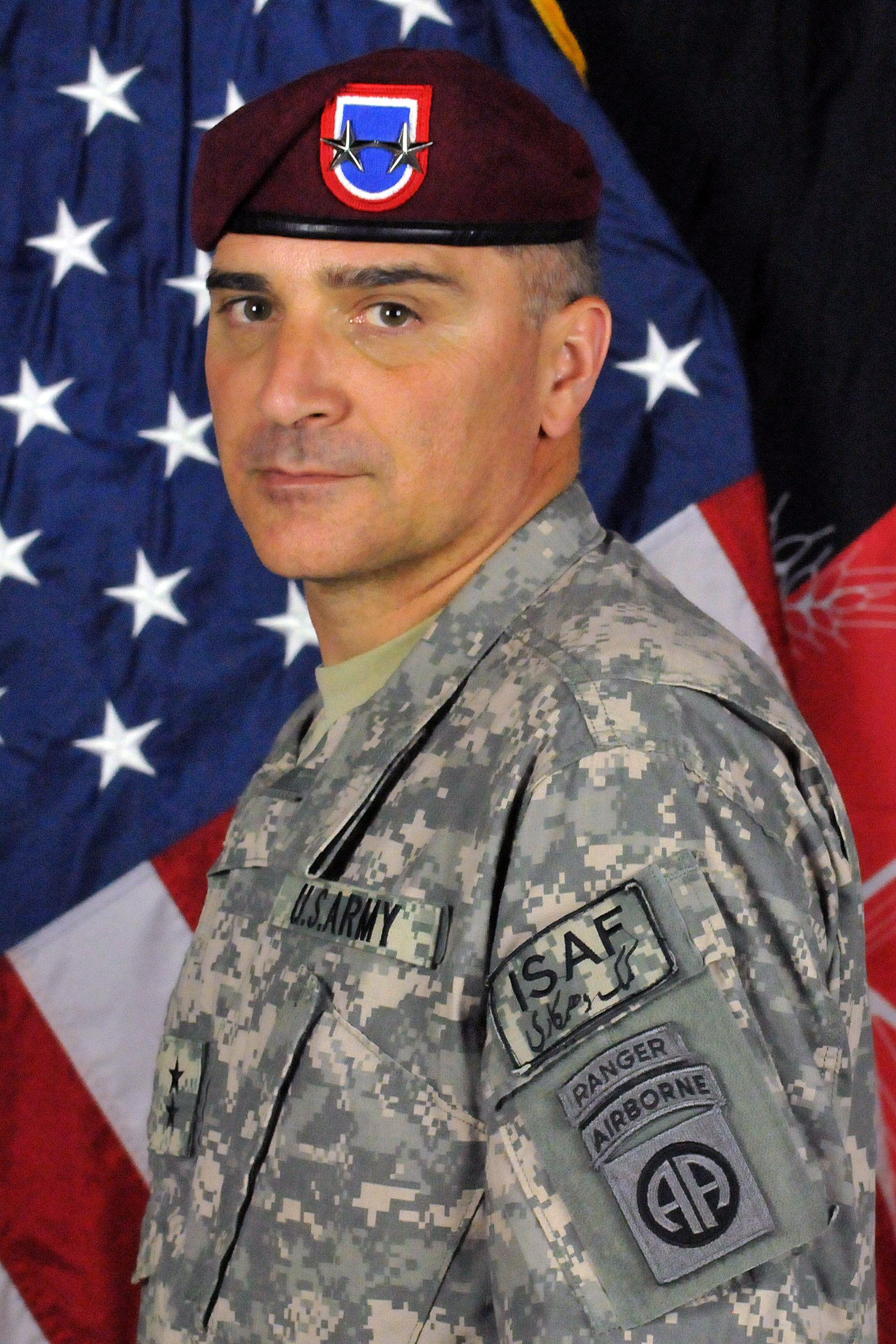
В Афганистане, 2009 год

С августа 2004 по июль 2006 года Скапаротти занимал должность 69-го коменданта кадетов Военной академии США в Вест-Пойнте (штат Нью-Йорк). С августа 2006 по сентябрь 2008 года он был директором отдела Центрального командования США и отвечал за контроль над проведением всех военных операций на всех решающих этапах по всей зоне ответственности Центрального командования, в том числе в Ираке, Афганистане и Сомали. С 1 октября 2008 по август 2010 года Скапаротти был командиром 82-й воздушно-десантной дивизии со штаб-квартирой в Восточном Афганистане, где занимал должности главнокомандующего комбинированной объединённой целевой группой 82 и регионального командования Востока. 3 июня 2009 года на авиабазе «Баграм» состоялась церемония передачи полномочий группе 82 от группы 101 по контролю над положением в 14 провинциях на востоке Афганистана вдоль пакистанской границы.
15 октября 2010 года Скапаротти принял на себя командование 1 корпусом на объединённой базе Льюис-Маккорд в Форт-Льюисе (штат Вашингтон). Одновременно, с 11 июля 2011 года по 12 июня 2012 года он занимал должность командующего Объединённого командования Международных сил содействия безопасности и заместителя командующего Силами США в Афганистане. 1 мая 2012 года Скапаротти принимал на авиабазе «Баграм» президента США Барака Обаму, прилетевшего для встречи с президентом Афганистана Хамидом Карзаем в Кабуле. В это время Скапаротти был вторым по важности командиром американских войск в Афганистане. При нём, войска НАТО, достигшие пика численности в 140 тысяч, включая 100 тысяч американцев, в ходе продолжавшейся операции «Несокрушимая свобода» нанесли ряд тяжёлых поражений талибам, но не закрепили успех и атаки боевиков возобновились после вывода большинства войск НАТО в 2014 году. По мнению Скапаротти, самым главным препятствием на пути установления долговременного мира в Афганистане являются военизированные формирования, сформированные по этническим и племенным принципам, члены которых не доверяют людям, имеющим другое происхождение.

Церемония передачи командования Силами США в Корее от Турмана к Скапаротти, 2 октября 2013 года, Сеул

3 июля 2012 года Скапаротти занял должность директора Объединенного штаба, а его преемником на посту командующего 1 корпусом стал генерал-лейтенант Роберт Браун. 2 октября 2013 года Скапаротти был произведен в звание четырёхзвёздного генерала, назначен на посты командующего командования ООН, командования комбинированных сил и Силами США в Корее, сменив генерала Джеймса Турмана. В условиях нарастания нестабильности в Северо-Восточной Азии в связи с развитием ядерной программы Северной Кореи, при Скапаротти численность союзных войск в Южной Корее, следящих за исполнением перемирия на корейском полуострове, достигла 28 500 человек. 13 ноября 2014 года Скапаротти получил чёрный пояс к 5-й степени по тхэквондо и почётное корейское имя Со Хан Тхэк (кор. 서한택?, 徐韓擇?), примерно означающее — «тот, кто выбирает Южную Корею и приводит её к миру».
29 апреля 2016 года на церемонии в президентской резиденции «Чхонвадэ» президент Республики Корея Пак Кын Хе наградила Кёртиса Скапаротти, уходящего с должности командующего силами США в Корее, Медалью «Тонг-Иль» Ордена «За заслуги в национальной обороне» (1-й класс) «в знак признания его усилий по обеспечению мира и стабильности на Корейском полуострове». Церемония передачи полномочий от Скапаротти генералу Винсенту Бруксу состоялась 30 апреля в Ёнсан-Гаррисоне в центре Сеула.

### В должности командующего сил США и НАТО в Европе
11 марта 2016 года Североатлантический совет НАТО одобрил назначение генерала Кёртиса Скапаротти на пост Верховного главнокомандующего Объединённых вооружённых сил НАТО в Европе, а президент США Барак Обама — на пост командующего Европейским командованием Вооружённых сил США, вместо уходящего c обеих должностей в отставку генерала Филипа Бридлава. К этому времени численность американских войск, находящихся в Европе и 28 странах НАТО, составила 62 тысячи человек, включая 52 500 человек, находящихся под командованием Европейского командования.

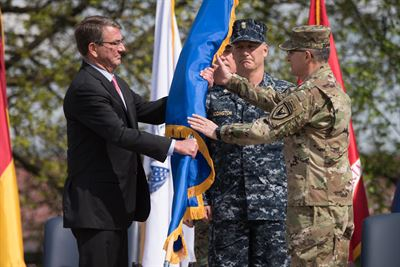
Церемония передачи командования ЕКВС США от Бридлава к Скапаротти, 3 мая 2016 года, Штуггарт

3 мая 2016 года Скапаротти вступил в должность командующего ЕКВС США в присутствии министра обороны США Эштона Картера на торжественной церемонии в Штутгарте (Германия). 4 мая Скапаротти вступил в должность Верховного главнокомандующего ОВС НАТО в Европе в присутствии генерального секретаря НАТО Йенса Столтенберга на торжественной церемонии в Монсе (Бельгия). В речах на этих мероприятиях Скапаротти наметил направления будущей работы, указав на «возрождающуюся Россию, стремящуюся проявить себя в качестве мировой державы, и ее агрессивное поведение, бросающее вызов международным нормам в Крыму, Донбассе и Южной Осетии», особо акцентировав внимание на угрозе терроризма, а также притоке мигрантов и беженцев, «оспаривающих социальную структуру Европы».
22 августа Скапаротти прибыл в Турцию для встречи с начальником Генерального штаба Турции генералом Хулуси Акаром, на которой отметил, что «Турция может рассчитывать на НАТО и США. Альянс стоит плечом к плечу с Турцией и стремится к сотрудничеству с ней в целях содействия безопасности во всем регионе».
15 августа 2016 года президент Италии Серджо Маттарелла удостоил Скапаротти ордена «За заслуги перед Итальянской Республикой» степени Великого офицера (знаки вручены 30 января 2017 года постоянным представителем Италии при НАТО Клаудио Бисоньеро в штаб-квартире Верховного главнокомандования ОВС НАТО в Монсе). 15 марта 2017 года президент Польши Анджей Дуда наградил Скапаротти орденом Заслуг перед Республикой Польша степени командора со звездой «за выдающийся вклад в развитие международного военного сотрудничества, укрепление безопасности и обороны Республики Польша в рамках деятельности НАТО» (знаки вручены 13 апреля того же года лично президентом на церемонии в Президентском дворце в Варшаве). 31 августа 2018 года президент Румынии Клаус Йоханнис удостоил Скапаротти ордена Звезды Румынии степени Великого офицера «в знак признательности за поддержку Румынии в процессе адаптации структуры командования НАТО, а также за поддержку национальных инициатив в стадии разработки» (знаки вручены 14 февраля 2019 года министром обороны Румынии Габриелом Лешем). 21 декабря 2018 года министр обороны Испании Маргарита Роблес наградила Скапаротти орденом Военных заслуг степени Кавалера Большого Креста белого дивизиона (знаки вручены 25 февраля 2019 года начальником Генерального штаба обороны Испании генералом Фернандо Алехандре в штаб-квартире Верховного главнокомандования ОВС НАТО в Монсе). 29 января 2019 года президент Эстонии Керсти Кальюлайд наградила Скапаротти орденом Орлиного креста 1-й степени в знак признания «важной роли в укреплении стратегии Североатлантического союза по обороне и сдерживанию, увеличении присутствия союзников в регионе Балтийского моря и разработке упреждающего планирования НАТО». 23 апреля президент Хорватии Колинда Грабар-Китарович наградила Скапаротти орденом князя Трпимира с шейной лентой и утренней Звездой «за выдающийся вклад в укрепление международной репутации Республики Хорватия и Вооружённых сил Республики Хорватия».
2 мая 2019 года Скапаротти передал полномочия командующего ЕКВС США генералу ВВС США Тоду Уолтерсу в присутствии министра Армии США Марка Эспера на торжественной церемонии в Штутгарте, а 3 мая ему же — полномочия Верховного главнокомандующего ОВС НАТО в Европе в присутствии генсека НАТО Столтенберга в Монсе. Столтенберг вручил Скапаротти медаль НАТО «За похвальную службу».

## Награды
| Бронзовый пучок дубовых листьев · Бронзовый пучок дубовых листьев                                                                     | Бронзовый пучок дубовых листьев                                   | Бронзовый пучок дубовых листьев |
| Бронзовый пучок дубовых листьев · Бронзовый пучок дубовых листьев · Бронзовый пучок дубовых листьев · Бронзовый пучок дубовых листьев | Бронзовый пучок дубовых листьев · Бронзовый пучок дубовых листьев | Бронзовый пучок дубовых листьев · Бронзовый пучок дубовых листьев · Бронзовый пучок дубовых листьев · Бронзовый пучок дубовых листьев |
| Бронзовый пучок дубовых листьев · Бронзовый пучок дубовых листьев · Бронзовый пучок дубовых листьев · Бронзовый пучок дубовых листьев |                                                                   | Бронзовый пучок дубовых листьев · Бронзовый пучок дубовых листьев · Бронзовый пучок дубовых листьев                                   |
| |                                                                   | |
| Бронзовая звезда за службу · Бронзовая звезда за службу                                                                               |                                                                   | Бронзовая звезда за службу · Бронзовая звезда за службу · Бронзовая звезда за службу                                                  |
| Бронзовая звезда за службу |                                                                   | |
| | Бронзовая звезда за службу                                        | |
| | Бронзовая звезда за службу · Бронзовая звезда за службу           | |
| |                                                                   | |
| |                                                                   | |

|  |  |  |

|  |  |  |  |
|  |  |  |  |
|  |  |  |  |

Сверху вниз, слева направо:
- Первый ряд: Медаль Министерства обороны «За выдающуюся службу» с двумя бронзовыми пучками дубовых листьев, Медаль Армии «За выдающуюся службу» с одним бронзовым пучком дубовых листьев, Медаль «За отличную службу» с одним бронзовым пучком дубовых листьев;
- Второй ряд: Орден «Легион почёта» с четырьмя пучками дубовых листьев, Медаль «Бронзовая звезда» с двумя пучками дубовых листьев, Медаль похвальной службы с четырьмя пучками дубовых листьев;
- Третий ряд: Похвальная медаль Армии с четырьмя пучками дубовых листьев, Армейская медаль «За успехи»[англ.], Единая награда подразделению с тремя пучками дубовых листьев;
- Четвёртый ряд: Награда подразделению за доблесть, Похвальная благодарность подразделению, Награда лучшему подразделению[англ.];
- Пятый ряд: Медаль «За службу национальной обороне» с двумя бронзовыми звёздами за службу, Медаль экспедиционных вооружённых сил, Медаль за кампанию в Афганистане с тремя бронзовыми звёздами за кампании;
- Шестой ряд: Медаль «За службу в экспедиционных войсках глобальной войны с терроризмом» со звездой за службу, Медаль «За участие в глобальной войне с терроризмом», Медаль «За защиту Кореи»,
- Седьмой ряд: Медаль «За службу в вооружённых силах», Медаль «За гуманитарную помощь» с одной звездой за службу, Лента армейской службы[англ.];
- Восьмой ряд: Лента службы за границей[англ.] с наградной цифрой[англ.] «4», Медаль НАТО с планкой «FORMER YUGOSLAVIA» с двумя бронзовыми звёздами за службу, Медаль «Тонг-Иль» Ордена «За заслуги в национальной обороне»[англ.];
- Девятый ряд: Орден «За заслуги перед Итальянской Республикой» степени Великого офицера (Италия), орден Заслуг перед Республикой Польша степени командора со звездой (Польша), орден Звезды Румынии степени Великого офицера (Румыния);
- Десятый ряд: Орден Военных заслуг степени кавалера Большого Креста белого дивизиона (Испания), орден Орлиного креста 1-й степени (Эстония), орден князя Трпимира с шейной лентой и утренней Звездой (Хорватия);
- Одиннадцатый ряд: Медаль «За похвальную службу» (НАТО);
- Двенадцатый ряд: Знак мастера-парашютиста[англ.], Знак боевых действий[англ.], Знак опытного пехотинца[англ.], Знак парашютиста Германии[англ.] в бронзе;
- Тринадцатый ряд: Идентификационный знак Объединённого комитета начальников штабов[англ.], Идентификационный знак офицера Штаба армии США, Знак Европейского командования вооружённых сил США, Знак Верховного главнокомандования ОВС НАТО в Европе;
- Четырнадцатый ряд: Идентификационный знак боевой службы[англ.] в 82-й воздушно-десантной дивизии, Отличительный знак подразделения[англ.] 325-го пехотного полка, Планки службы за границей[англ.] (шесть), Нашивка рейнджера[англ.].

## Личная жизнь
Женат на Синди Скапаротти (в девичестве Бейтман; из Логана, штат Огайо) и имеет двух взрослых детей: Майкл (выпускник Университета штата в Боулинг-Грине) и Стефани (выпускница Университета Огайо), а также двое внуков.